# Disseminats Muntanya
Disseminats Muntanya – miejscowość w Hiszpanii, w Katalonii, w prowincji Barcelona, w comarce Maresme, w gminie Premià de Dalt.
Według danych INE z 2005 roku miejscowość zamieszkiwało 5 osób.